# Ulica Dworcowa w Kropywnyckim
Ulica Dworcowa – jedna z głównych ulic miejskich położonych na terenie rejonu Podilskiego w Kropywnyckim. Powstała w czasach Cesarstwa Rosyjskiego jako ul. Górna Donska, na początku XX stulecia otrzymała nazwę ros. Дворцовая (pol. Pałacowa). W czasach ZSRR nosiła imię Lenina. W roku 2011 przywrócono historyczną nazwę części ulicy, pozostały odcinek nosi obecnie imię Architekta Pauczenki.